# Monumento a la familia Goyeneche
El Monumento levantado en honor de José Sebastián de Goyeneche, Obispo de Arequipa, Arzobispo de Lima y Primado del Perú, y de toda la arequipeña familia Goyeneche constituye una de las obras artísticas de recuerdo y homenaje más importantes y conocidas de Arequipa.
El soberbio monumento fue erigido por suscripción popular del pueblo de Arequipa, que quiso así recordar al que durante espacio de 42 años fue su obispo y a toda su familia que desde su llegada a la Ciudad Blanca desde España en el siglo XVIII dedicó grandes esfuerzos y caudales en favor de las clases más desfavorecidas de esta ciudad.
Su construcción se encargó al escultor italiano Giulio Tadolini y su instalación en la Avenida Goyeneche de Arequipa al ingeniero peruano Gerardo Alberto Cornejo Iriarte.
El 11 de febrero de 1912 se puso la primera piedra del monumento bajo el padrinazgo del Presidente de la República Augusto B. Leguía.
El 21 de agosto de 1921 se inauguró solemnemente en el transcurso de un acto de enorme repercusión en la época al que asistieron el Nuncio Apostólico Monseñor Carlo Pietropaoli (Arzobispo de Chalcis) en representación de SS el Papa (quien descorrió el velo de la estatua); el embajador de Francia, general Charles Mangin; el obispo de Arequipa, monseñor Fr. Mariano Holguín; el prefecto del Departamento, coronel Temístocles Molina Derteano; la Corte Superior de Justicia; el Honrado Concejo Provincial; el comandante general de la III Región Militar; la Sociedad de Beneficencia; el Comité del Monumento y el pueblo de Arequipa en pleno.

## El monumento
El monumento consiste en una amplia base de granito sobre la que se levanta una artística peana de mármol, en cuyas paredes destacan hermosos medallones de bronce con retratos de miembros de la familia Goyeneche y los escudos de armas del Perú, de Arequipa, del Arzobispo y de la Casa de Goyeneche.
Corona esta mole de granito y mármol una soberbia estatua del prelado, que aparece sentado y con la episcopal actitud de bendecir a Arequipa mientras, incorporado, contempla una bellísima alegoría de la caridad, de bronce, que se destaca sobre la base de granito: una Hermana de la Caridad sosteniendo a un escuálido enfermo.
En la parte frontal del monumento se colocó un letrero en bronce con la leyenda "Arequipa a sus benefactores los señores de Goyeneche".

## La inauguración
A las 10:40 de la mañana del 21 de agosto de 1921 fueron recibidos en la Av. Goyeneche, enfrente del hospital de este nombre, construido a expensas de esta familia arequipeña y española, el embajador pontificio, el obispo de Arequipa, el embajador francés, el alcalde de Arequipa, el prefecto del Departamento y las más altas autoridades locales, civiles, eclesiásticas y militares.
En la capilla del Hospital Goyeneche se cantó un breve cántico y la comitiva salió a la explanada delante del establecimiento donde estaba congregado todo el pueblo de Arequipa.
Leyó su discurso Don Juan Bustamante, en representación del Comité encargado de la construcción del Monumento. A él le siguió el Dr. Eduardo Vargas, alcalde de Arequipa, y después Monseñor Holguín, obispo de la diócesis, visiblemente emocionado. Posteriormente el Nuncio Apostólico, Mons. Pietropaoli, tomó la palabra poniendo fin a los discursos. 
Acto seguido, el escritor Juan C.Rossel leyó una inspirada poesía dedicada a Mons. Goyeneche y a su familia, que arrancó sonoros aplausos.
Luego el embajador ponntificio, seguido del francés, del obispo y de algunos caballeros se dirigió al pie del monumento descubriendo la estatua, cuya aparición fue recibida con una nutrida salva de aplausos del pueblo allí congregado.
Terminado el acto, las autoridades presentes se dirigieron a los nuevos pabellones del Hospital, construidos a expensas de la Duquesa de Goyeneche, donde el Sr. J.A.L. Vivanco, representante de la Casa de Goyeneche, ofreció un cóctel.
- Datos: Q2835248